# (25332) 1999 KK6
1999 كي كي 6 (ويعرف أيضًا باسم (25332) 1999 كي كي 6 وفق تسمية الكوكب الصغير) (بالإنجليزية: 1999 KK6)‏ هو كويكب ضمن حزام الكويكبات؛ وترتيبه 25332 من حيث الاكتشاف.
اكتُشف هذا الجُرم الفلكي بواسطة بحث لنكولن عن الكويكبات القريبة من الأرض في 17 مايو 1999.

## وصلات خارجية
- (25332) 1999 KK6 في قاعدة بيانات مختبر الدفع النفاث لأجرام النظام الشمسي الصغيرة

- الاكتشاف · مخطط المدار ·  العناصر المدارية · المعلمات المادية

- (25332) 1999 KK6 على موقع ويكي سكاي: DSS2, SDSS, GALEX, IRAS, Hydrogen α, X-Ray, Astrophoto, Sky Map, Articles and images